# Lethian Dreams
Lethian Dreams est un groupe français d'ethereal doom metal, originaire de Paris, en Île-de-France.

## Historique
Le groupe est formé en 2002 sous le nom de Dying Wish par Carline Van Roos et Matthieu Sachs, également membres dans les groupes Remembrance et Aythis. Après trois démos parues entre 2002 et 2006, le groupe sort son premier album Bleak Silver Streams en 2009, qui est bien accueilli par la presse spécialisée,,. Écrit de 2002 à 2007, cet album résume les cinq ans d'existence du groupe, et comprend la plupart des morceaux issus des démos. Dans une interview, Lethian Dreams cite notamment des groupes comme Anathema, Katatonia, Agalloch ou Paradise Lost comme faisant partie des influences ayant marqué leurs débuts.
En 2012, Lethian Dreams sort un deuxième album, intitulé Season of Raven Words. L'album, écrit entre 2010 et 2011, ne contient que des nouveaux morceaux. Durant les années séparant l'écriture de Bleak Silver Streams et celle de Season of Raven Words, le groupe prend le temps de faire évoluer sa musique dans un style plus personnel, l'aspect ethereal étant encore plus présent, notamment par la suppression des vocaux death . Il en résulte un doom atmosphérique teinté d’éléments issus du black metal, du shoegazing ou du post-metal. Le groupe qualifie sa musique d'« ethereal doom metal ». En octobre 2013, Lethian Dreams annonce sur sa page Facebook l'enregistrement d'un troisième album.

## Membres

### Membres actuels
- Matthieu Sachs - guitares, claviers (depuis 2002)
- Carline Van Roos - guitares, claviers, batterie, basse, chant (depuis 2002)
- Pierre Bourguignon- batteries depuis 2012)

### Anciens membres
- Carlos D'Agua - chant (2006-2009)

## Discographie

### Albums studio
- 2009 : Bleak Silver Streams
- 2012 : Season of Raven Words
- 2014 : Red Silence Lodge
- 2020 : A Shadow of Memories

### EPs
- 2011 : Just Passing By and Unreleased Requiems

### Démos
- 2003 : Mournful Whispers
- 2004 : Lost in Grief
- 2006 : Requiem for My Soul, Eternal Rest for My Heart[2]